# Célula de sobrevivência
A célula de sobrevivência é parte do carro de Fórmula 1 em que fica o piloto e é capaz de absorver impactos de até 25 toneladas mantendo assim a integridade física do piloto após acidentes em velocidades altíssimas.
É feita de fibra de carbono e alumínio. Os modelos são submetidos a rigorosos testes pela FIA.